# Pejanggik
Pejanggik is een bestuurslaag in het regentschap Centraal-Lombok van de provincie West-Nusa Tenggara, Indonesië. Pejanggik telt 5694 inwoners (volkstelling 2010).